# Pompeo Schiantarelli

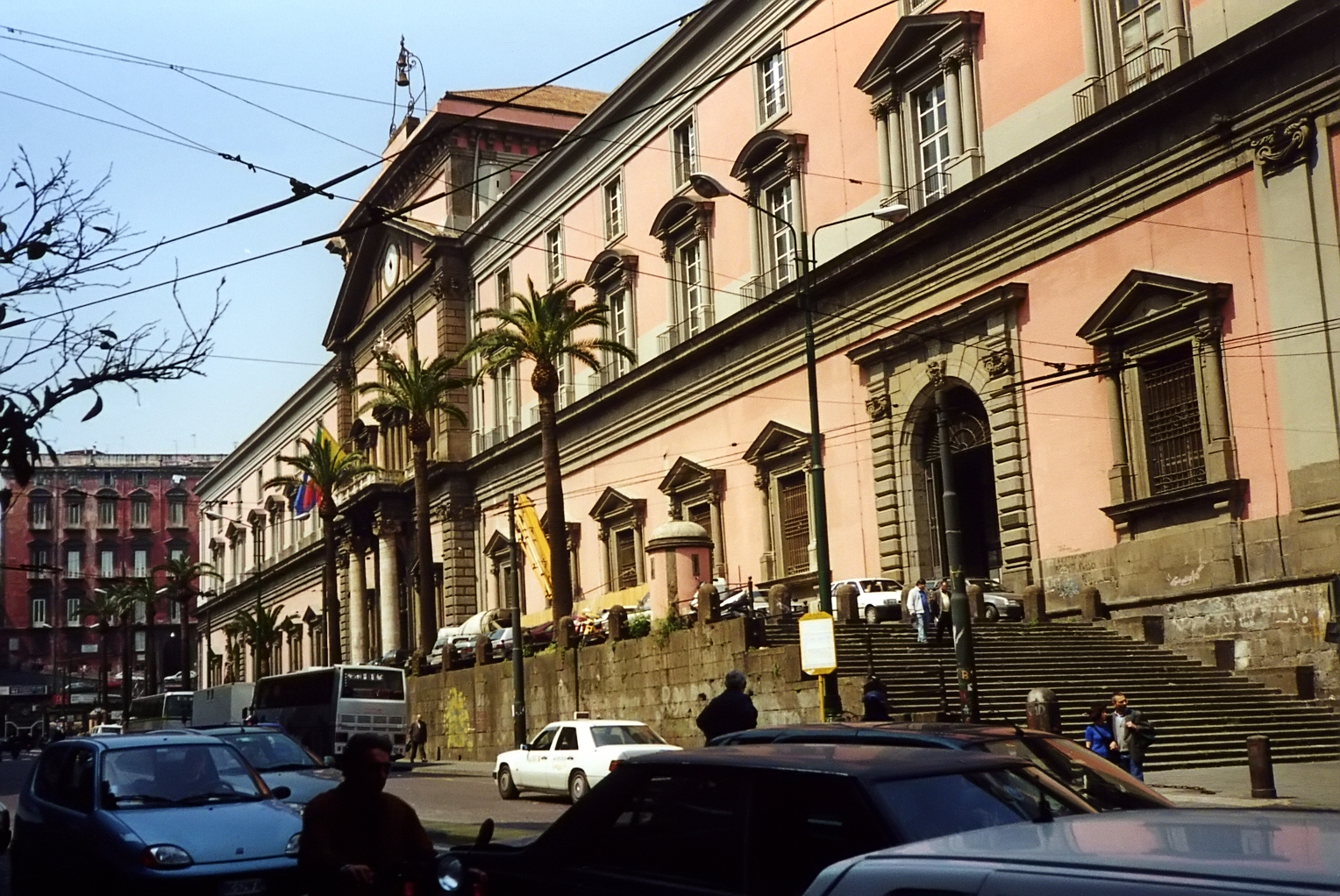
Museo archeologico nazionale di Napoli: Facciata

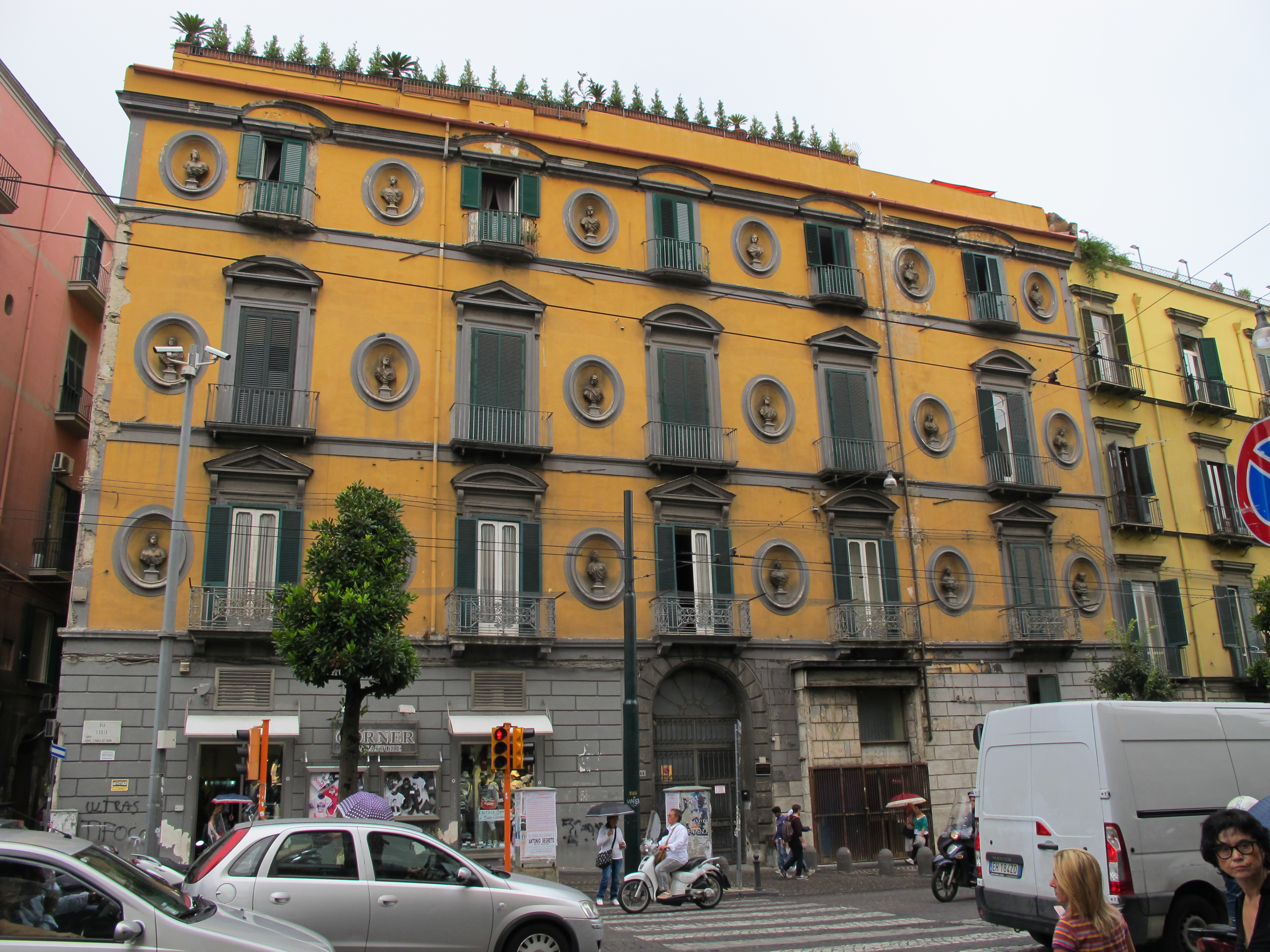
Palazzo detto dello Schiantarelli

Pompeo Schiantarelli (Roma, 1746 – Napoli, 1805) è stato un architetto italiano, fu uno degli architetti aderenti al primo linguaggio architettonico del neoclassicismo. Fu operativo essenzialmente a Napoli e in Calabria dove redasse il progetto urbanistico di ricostruzione del paese di Polistena dopo le devastanti scosse sismiche del Terremoto del 1783.

## Biografia
Divenne allievo dell'architetto Ferdinando Fuga, nel 1766 a vent'anni partecipa al Concorso Clementino di prima classe il quale vinse il primo premio. Inizia a frequentare l'Accademia di San Luca dove rimane influenzato dai modi di fare degli accademici. Si trasferì a Napoli con il Fuga nella seconda metà del secolo e con il maestro collabora fino alla sua morte, avvenuta nel 1782, il giovane architetto succedette al cantiere del Museo archeologico nazionale di Napoli nel 1780, perché il Fuga presentò un progetto costoso e ricco di difetti.
L'anno successivo alla morte del maestro un terremoto devastò molto gravemente la Calabria inferiore e Messina, in questa catastrofe lo Schiantarelli si distinse nel riprogettare nuovamente il paese di Polistena, che venne realizzato nel giro di un decennio. Il progetto urbanistico e formato da due rioni, uno a monte destinato agli aristocratici della città e quello a valle per il popolo. Il paese fu ricostruito con le tecnologie antisismiche dell'epoca. A testimonianza del terremoto lo Schiantarelli e l'architetto Ignazio Stile elaborarono alcune tavole sullo stato dei luoghi.
Dopo la ricostruzione in Calabria lo si rivede attivo a Napoli, come Architetto di Corte, le sue opere risentono del linguaggio del Fuga, alla lezione stilistica di Luigi Vanvitelli e alla conoscenza dell'opera di rinnovo di Mario Gioffredo. Fu attivo con Gaetano Barba alle vicende del Restauro della reale cappella del Tesoro di san Gennaro sul quale redasse anche un volumetto intitolato Relazione ingenua del giudizio dato intorno al restauro della Cappella di S. Gennaro nel Duomo di Napoli al rispettabile Collegio dell'insigne Accademia di San Luca in Roma. Di Pompeo Schiantarelli Romano Architetto Regio della Real Corte di Napoli e Socio della suddetta Academia. Con le approvazioni autentiche de' Sig. Accademici di S. Luca. Con questa relazione non fa altro che commentare negativamente l'architetto e ingegnere Barba con il pretesto dell'Anonimo (Barba) e del suo progetto. Tempo prima, nel 1782, con il consenso della commissione formata da architetti e ingegneri del regno tra cui spiccavano i nomi di Carlo Vanvitelli, Nicola Schioppa, Gaetano Barba e Pasquale De Simone fu incaricato di progettare Palazzo Medici di Ottaviano, ma al suo progetto subentrò quello di Barba. Il 3 giugno 1787 fu nominato socio di merito dell'Accademia di San Luca. Nel 1789 ipotizzò un'espansione del Palazzo Cellamare accostandosi al linguaggio del neoclassicismo francese del XVIII secolo di Alexandre-Théodore Brongniart.
In questo periodo risale l'intervento per Villa Lauro Lancellotti a Portici, mentre fu operativo anche nel rinnovo della Chiesa di Santa Maria Maddalena de' Pazzi voluto dalle stesse monache insoddisfatte dell'intervento barocco di Giuseppe Astarita. Nel 1794 fu incaricato di ristrutturare completamente Palazzo Lieto dalla famiglia proprietaria dell'immobile e progettò il Palazzo detto dello Schiantarelli in via Foria. Nella stessa via Foria gli è attribuita una serie di quattro palazzi nobiliari, compresa tra il civico 222 e il civico 242; il più rilevante è il Lariano Sanfelice. Sempre in questo periodo lavora alla trasformazione del convento di San Francesco di Paola a porta Capuana. L'architetto morì a Napoli nel 1805.